# دي إتش تي (الفرقة)
«دي إتش تي» هو ثنائي بلجيكي يتكون من المغني إدمي دينين (ولد في 25 مارس 1985 في كورتريك) وفورل ثيويس (ولد في 28 يوليو 1976 في تورنهاوت). حققوا نجاحًا كبيرًا في الولايات المتحدة وفي أستراليا عام 2005، بعد إصدارهم للنسخة العصرية من أغنية «انصت إلى قلبك» لفرقة البوب السويدية روكسيت. حيث وصلت الأغنية للمرتبة السابعة في تصنيف المملكة المتحدة للأغاني المنفردة في ديسمبر من ذلك العام. غالبًا ما كان التسويق للأغنية يشير إلى DHT باعتباره اختصارًا ل (Definite Hit Track).
منذ عام 2010 لم يصدر الثنائي أية أغانٍ. كما يعتبر الثنائي واحدا من المغنيين القلائل جدا الذين كسروا حاجز اجتياز قائمة تصنيف بيلبورد هوت 100 لأقوى 10 أغاني في الولايات المتحدة بأغنية معادة التسجيل.

## روابط خارجية
- دي إتش تي على موقع ميوزك برينز (الإنجليزية)
- دي إتش تي على موقع ديسكوغز (الإنجليزية)